# Homer Van Meter

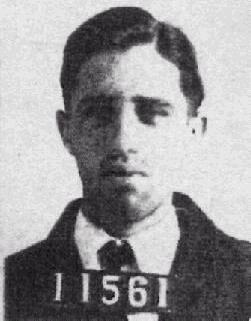
Van Meter im Indiana State Prison (1926)

Homer Virgil Van Meter (* 3. Dezember 1905 in Fort Wayne, Indiana; † 23. August 1934 in Saint Paul, Minnesota) war ein US-amerikanischer Bankräuber der 1930er Jahre. Bekannt wurde er als Mitglied der Bande um John Dillinger.

## Leben
Homer Van Meter wurde 1905 (nach anderen Quellen 1906) als Sohn von Cary B. und Julia Van Meter geboren. Er hatte noch einen Bruder und eine Schwester. In der sechsten Klasse verließ er sein Zuhause und schlug sich in Chicago als Hoteldiener und Kellner durch. 1923 wurde er nach einem Diebstahl zu einem kurzen Gefängnisaufenthalt verurteilt. 1924 wurde er nach einem weiteren Diebstahl zu einer längeren Haftstrafe verurteilt und nach einem Jahr aus dem Gefängnis entlassen. Für zwei weitere Raubüberfälle wurde er 1925 zu 10 bis 21 Jahren Gefängnis verurteilt.
Im Gefängnis lernte Van Meter John Dillinger und Harry Pierpont kennen. Am 19. Mai 1933 wurde Van Meter nach mehreren Ausbruchsversuchen freigelassen. In den folgenden Monaten beging Van Meter gemeinsam mit Babyface Nelson, Tommy Carroll, John Paul Chase und Charles Fisher mehrere Banküberfälle. Nachdem Dillinger 1934 aus dem Gefängnis ausbrechen konnte, schloss er sich mit John Hamilton der Bande an. Später überfielen Van Meter und Dillinger eine Polizeistation in Warsaw, Indiana.
Dillinger wurde schließlich vom FBI zum Staatsfeind Nr. 1 erklärt und vom Leiter des Chicagoer Büros Melvin Purvis gesucht. Van Meter und Dillinger konnten der Polizei nach mehreren Schießereien entkommen. Bei einem Banküberfall am 3. Mai 1934 in Fostoria, Ohio, erschoss Van Meter den Polizisten Frank Culp. Am 24. Mai erschoss die Bande bei einer Polizeikontrolle in East Chicago die Polizisten Martin O’Brien und Lloyd Mulvihill. Bei einem weiteren Banküberfall in South Bend, Indiana, am 30. Juni wurde der Polizist Howard Wagner getötet.
Nachdem Dillinger am 22. Juli von den FBI-Agenten Charles Winstead, Clarence O. Hurt und Herman E. Hollis in Chicago getötet worden war, floh Van Meter mit seiner Freundin Marie Comforti nach Saint Paul, Minnesota. Am 23. August wurde er vermutlich von anderen Gangstern in einen Hinterhalt gelockt und an der Kreuzung Marion Street / University Avenue von vier Polizisten gestellt. Nach einem kurzen Feuergefecht wurde Van Meter getötet. Aus seinem Körper wurden über 50 Kugeln entfernt. Laut verschiedener Aussagen trug er bei seinem Tod ca. 7000 bis 8000 US-Dollar bei sich, von denen das FBI bei der Untersuchung der Leiche nur noch 450 US-Dollar finden konnte. Das FBI vermutete, dass die beteiligten Polizisten das Geld untereinander aufgeteilt hatten.
Homer Van Meter wurde auf dem Lindenwood Cemetery in Fort Wayne, Indiana, beigesetzt.

## In der Populärkultur
Die populäre Radioshow Gang Busters widmete ihm 1936 eine Folge. Der Stoff wurde 1952 noch einmal für die gleichnamige Fernsehserie aufgearbeitet. In dieser wurde Van Meter vom Schauspieler Richard Crane dargestellt.
In So enden sie alle aus dem Jahr 1957 wurde er von Elisha Cook verkörpert. Im Film Jagd auf Dillinger von John Milius aus dem Jahr 1973 wurde Van Meter von Harry Dean Stanton dargestellt. Im Fernsehfilm Die Gangsterschlacht von Kansas City aus dem Jahr 1975 übernahm Brion James seine Rolle. 2009 übernahm Stephen Dorff seine Rolle in Michael Manns Spielfilm Public Enemies.
In Stephen Kings Kurzgeschichte Der Tod des Jack Hamilton, die 2002 als Teil der Sammlung Im Kabinett des Todes erschien, ist Homer Van Meter der Ich-Erzähler. Er berichtet von einer Schießerei, in die Jack Hamilton, „Johnnie“ Dillinger und er verwickelt wurden und bei der Jack Hamilton schwer verletzt wird.